# Virginia Kirchberger
Virginia Kirchberger (født 25. maj 1993) er en kvindelig østrigsk fodboldspiller, der spiller forsvar for tyske i Eintracht Frankfurt i 1. Frauen-Bundesliga og Østrigs kvindefodboldlandshold.
Kirchberger var med til nå semifinalen ved EM i fodbold 2017 i Holland, sammen med resten af det østrigske landshold. Hun blev også udtaget til landstræner Irene Fuhrmanns officielle trup mod EM i fodbold for kvinder 2022 i England. Hun skiftede i juli 2020 til den tyske storklub Eintracht Frankfurt.